# South Park: Joining the Panderverse
«South Park: Joining the Panderverse» (titulada como South Park: entrando al panderverso en Hispanoamérica y South Park: Bienvenidos al Complaciverso en España) es un episodio especial de televisión estadounidense de comedia animada para adultos de 2023. Es el quinto especial de televisión de South Park y el episodio 326 de la serie en general. El especial se estrenó el 27 de octubre de 2023 en Paramount+.
El episodio parodia a The Walt Disney Company, al director ejecutivo Robert "Bob" Iger y a la presidenta de Lucasfilm, Kathleen Kennedy, en particular, y la práctica percibida de producir películas formuladas que exhiben una «inclusión forzada»por razones de política identitaria. La historia muestra a Eric Cartman, estudiante de cuarto grado, transportado a otro universo en el que todos los residentes de South Park son mujeres racialmente diversas que se oponen al patriarcado, mientras que se representa a una versión de Kennedy que se parece a Cartman manipulando con frecuencia las producciones de Disney al exigir la inclusión de grupos minoritarios.

## Trama
Eric Cartman, estudiante de cuarto grado, es transportado a un universo alternativo, denominado Universo 216-B, que está poblado en su totalidad por mujeres racialmente diversas, mientras que su contraparte de ese universo ocupa su lugar en su propio universo. Al mismo tiempo, Randy Marsh no puede encontrar un técnico que arregle la puerta de su horno. Él y sus vecinos aprendieron que todos los mecánicos de la ciudad se han vuelto extremadamente ricos, ya que la incapacidad de la gente para realizar reparaciones simples ha aumentado la demanda de sus servicios, haciendo imposible encontrar tales profesionales. Mientras tanto, Bob Iger y su junta directiva de Walt Disney Company se dan cuenta de que algo es «diferente» en la miembro de la junta directiva Kathleen Kennedy (que se parece a Cartman), cuya práctica de meter con calzador a mujeres de diversas razas en las producciones de la compañía ha resultado en repetidos fracasos en taquilla.
En el Universo 216-B, la verdadera Kathleen Kennedy encuentra a Cartman y le dice que fue reemplazada por la otra Kennedy después de que comenzó a usar una antigua pieza de inteligencia artificial llamada Panderstone, que puede crear repetidamente la misma película repetida que atrae a todos. Cuando Disney comenzó a recibir correos de odio como resultado de estas películas, la verdadera Kennedy comenzó a utilizar en exceso la Panderstone como muleta para luchar contra la intolerancia, pero esto desestabilizó el dispositivo y abrió un portal que transportó a Kennedy al Universo 216-B, y a la otra Kennedy, a su universo. Cuando Cartman se entera de que ella es la razón por la cual «ahora todas las películas de Disney apestan», y se entera de que Cartman estaba detrás de todos los correos de odio, inicialmente cada uno se culpa entre sí por la crisis actual. Sin embargo, finalmente se dan cuenta de que cada uno se creó el uno al otro y se disculpan mutuamente.
Iger y sus asesores deducen que las dos Kennedy han sido intercambiadas y van a South Park, donde forman equipo con Randy y sus vecinos para resolver el problema. En la casa de Randy, recrean el portal en el horno roto de Randy con la Panderstone, enviando a la contraparte femenina negra adulta de Cartman de regreso a su universo y devolviendo a Cartman y su Kennedy a casa, donde ella les dice a sus colegas de Disney que solo harán contenido original que no complazca. Randy también trae a su universo decenas de operarios de mantenimiento para realizar los trabajos de reparación de la ciudad. Kathleen Kennedy, parecida a Cartman, también regresa a su propio universo.

## Reparto
- Trey Parker
- Matt Stone
- April Stewart
- Mona Marshall
- Adrien Beard
- Kimberly Brooks
- Janeshia Adams-Ginyard
- Mo Ashley
- Alice Ghostlie
- Diana Lauren Jones
- Montana Jacobowitz
- Luis Perez

## Desarrollo
El 5 de agosto de 2021, Comedy Central anunció que Trey Parker y Matt Stone habían firmado un acuerdo de 900 millones de dólares para extender la serie a 30 temporadas hasta 2027 y 14 largometrajes, exclusivos de la plataforma de streaming Paramount+. Finalmente se confirmó que se estrenarían dos películas por año. Parker y Stone declararían más tarde que los proyectos no serían largometrajes y que fue ViacomCBS quien decidió publicitarlos como películas.

## Reacción

### Recepción de la crítica
Rik Kain de Forbes abrió su reseña diciendo: «La brillantez del episodio está en la capacidad de Matt Stone y Trey Parker para atravesar todos los lados de un tenso debate cultural». Elogió repetidamente los esfuerzos del episodio para criticar tanto «la pereza de Disney como la pereza general de la diversidad simbólica, la dependencia excesiva del multiverso, etc., al mismo tiempo que atacaba al otro lado del pasillo y a todos los YouTubers y fanáticos perezosos y anti-woke, que pasan todo el tiempo quejándose de la diversidad».
Rendy Jones, de Den of Geek, escribió que el episodio logró amonestar a las «cuentas de redes sociales de derecha y anti-woke», pero mantuvo reservas sobre su «mensaje», del cual afirmó que «podría tener más "matices"» que la conclusión de «ambos lados dan asco».
Ryan Smith, al reseñar el episodio para CBR, consideró que al parodiar tanto los intentos de Disney de exhibir la diversidad «para lograr un atractivo más amplio» como la reacción negativa de quienes se oponen a tales iniciativas, el episodio «irónicamente complació» a quienes adoptan una postura firme sobre el tema. No obstante, Smith pensó que el programa tuvo éxito en este enfoque, diagnosticando astutamente cómo tales producciones son el resultado de una mala toma de decisiones, al mismo tiempo que hizo un buen trabajo al utilizar a Cartman para quemar a los críticos más nocivos de estas iniciativas entre el fandom, lo que Smith encontró «gracioso».
Keegan Kelly de Cracked.com elogió y criticó el episodio, diciendo que si bien gran parte era «contundente, hilarante e incisivo», la perspectiva satírica de la serie sobre los debates culturales se vio obstaculizada por resumirlos constantemente como «Douche vs. Turd».
Owen Johnson, que escribía para su propio blog, consideró que el episodio era «divertidísimo e increíble».

### Reacción de la industria
El episodio parodia a The Walt Disney Company, a la presidenta de Lucasfilm, Kathleen Kennedy, y la práctica percibida de la compañía de producir películas formuladas, por razones del «wokeness» forzado.La actriz Gina Carano, que había sido despedida de la serie de televisión de Lucasfilm The Mandalorian en 2021por comentarios que fueron interpretados como una comparación del trato dado a los conservadores estadounidenses con los judíos en la Alemania nazi, calificó el episodio de «hilarante» y predijo que Kennedy tomaría represalias y escribió en Twitter: «Esta es la parte en la que KK exige que todos los YouTubers sean censurados en YouTube por compartir y reírse de este divertido episodio. Hará que YouTube desactive la opción de pulgares abajo debido al ratio que recibirá, y después hará que sus publicistas se aseguren de que Variety y Hollywood Reporter publiquen artículos exitosos sobre los creadores de South Park y sus familias, manchando sus nombres a través de cada idiota útil que tiene bajo su control y que lo haría vender su alma para trabajar para Lucasfilm».
Ray Flook, que escribía para Bleeding Cool, creía que el episodio estaba satirizando a personas de ambos lados de la división del «capitalismo woke», pero tenía problemas con el trato que el episodio le daba a Kennedy y con la visión de Carano al respecto. Sintió que el episodio culpaba demasiado a Kennedy por el declive actual de las cifras de taquilla, las calificaciones y la reacción crítica a sus producciones, excluyendo varias otras decisiones recientes de la compañía por parte de ciertos ejecutivos, y que el enfoque en ella parecía personal. Añadió que el episodio dio un incentivo para que otros seleccionaran partes del mismo para echarle la culpa a Kennedy, entre los que se encontraba Carano.
Josh Wilding, que escribía para SFFGazette.com, creía que el episodio era una parodia de personas de ambos lados del debate y dijo sobre las declaraciones públicas de Carano: «Irónicamente, ella no entiende el punto de que este episodio, además de burlarse de Kennedy, estaba ensartando gente como ella.»Haciéndose eco de Wilding, Ryan Smith, que escribe para CBR.com, sintió que Carano «perdió por completo el objetivo del episodio», que era satirizar tanto la toma de decisiones de ejecutivos como Kennedy como de sus críticos.